# Anna Christie (pel·lícula de 1923)
Anna Christie és una pel·lícula muda dirigida per John Griffith Wray i protagonitzada per Blanche Sweet i William Russell, que ja havia fet el mateix paper al teatre. La pel·lícula, basada en l'obra de teatre de Eugene O'Neill, es va estrenar el 2 de desembre de 1923. Va ser la primera pel·lícula basada en una obra d'O'Neill i per a l'adquisició dels drets, Thomas H. Ince, el productor, pagà 100.000 dòlars. El 1930, la MGM va estrenar una nova versió protagonitzada per Greta Garbo.

## Argument
Chris Christopherson, un vell patró de barco suec evia la seva filla Anna a casa dels cosins, en una granja de Minnesota, per a que hi sigui educada. Allà, Anna és maltractada i se’n va cap a Chicago, on aviat es converteix en una prostituta de carrer. Més tard Anna visita el seu pare a Nova York amb l'esperança que li proporcioni la pau i el refugi que necessita. El vell, ignorant de la seva vida anterior, convida l'Anna a viure a la barcassa de carbó que capitaneja. Durant un viatge, l'Anna coneix un mariner del que s'enamora malgrat les reticències del pare. Els dos homes discuteixen pel futur d'Anna. Finalment, l'Anna revela la seva vida passada i tots dos homes, enfadats i ferits, se'n van, per tornar dies després per reconciliar-se.

## Repartiment
- Blanche Sweet (Anna Christie)
- William Russell (Matt Burke)
- George F. Marion (Chris Christopherson)
- Eugenie Besserer (Marthy)
- Chester Conklin (Tommy)
- George Siegmann (oncle d'Anna)
- Ralph Yearsley (el cosí bèstia)
- Fred Kohler
- Victor Potel